# 폐후 장씨
폐후 장씨(廢后 張氏, ? ~ 가정 15년 윤12월 3일(1538년 1월 3일))은 가정제의 계후이다. 생년과 가족관계는 미상이다.

## 생애
가정 원년(1522년), 황후 진씨와 공비 문씨(恭妃 文氏)와 함께 입궁을 하였고, 장씨는 순비(順妃)로 책봉하였다. 가정 7년(1528년)에 황후 진씨가 가정제와 불화로 인해 병을 이기지 못하고 붕어하자, 바로 순비 장씨를 황후로 책봉하였다. 황후 장씨가 재위 초에는 총애를 많이 받았으나, 도교사상과 신선사상에 빠져들면서, 총애의 도가 지나쳐 오히려 반발하기 시작했다. 그러자 가정제는 황후 장씨를 폐위 시키고 죽을때까지 별궁에서 살게하였다. 몇년 후 가정 15년 윤12월(1537년)에 폐후 장씨는 서거한다.